# Belinda Balaski
Belinda Balaski (Inglewood, 8 de diciembre de 1947) es una actriz estadounidense.

## Carrera
Belinda Balaski comenzó a actuar en varias series de televisión. En 1976 actuó en la película The Food of the Gods y en la película Cannonball!. En 1978 actuó en la película Piranha dirigida por Joe Dante. En 1981 actuó en The Howling junto a Dee Wallace-Stone, la película fue dirigida por Joe Dante. Belinda actuó en muchas de las películas de Joe Dante como Gremlins, Gremlins 2: The New Batch, Amazon Women on the Moon, entre otras. Participó en series de televisión como Baretta, Charlie's Angels, The A-Team, Baywatch, entre otras. Durante la década de los ochenta Belinda fundó la escuela BB's Kids Acting, ella enseña a los niños y adolescentes sobre el cine, comerciales y musicales. Además de actuar y enseñar, Belinda Balaski es también escritora, pintora y fotógrafa.

## Filmografía

### Películas
- Hallow Pointe (2010) .... Michelle
- The Vampire Hunters Club (2001) .... Madre Vampiro
- Small Soldiers (1998) .... Vecina
- The Warlord: Battle for the Galaxy (1998) .... Esposa del Cantinero
- American Perfekt (1997) .... Rita
- The Second Civil War (1997) .... Diseñadora Gráfica
- Seduced by Madness: The Diane Borchardt Story (1996) .... Directora
- Runaway Daughters (1994) .... Sra. Nicholson
- Matinee (1993) .... Madre de Stan
- Gremlins 2: The New Batch (1990) .... Mamá en el Cine
- Proud Men (1987) .... Nell
- Amazon Women on the Moon (1987) .... Bernice Pitnik (segmento "Critic's Corner' 'Roast Your Loved One")
- Deadly Care (1987) .... Terry
- Explorers (1985) (voz) .... Efectos Especiales Vocales
- Gremlins (1984) .... Sra. Joe Harris
- Anatomy of an Illness (1984)
- The Howling (1981) .... Terry Fisher
- Mrs. R's Daughter (1979) .... Lynn Hollister
- Up Yours - A Rockin' Comedy (1979) .... Helen
- Piranha (1978) .... Betsy
- Till Death (1978)
- Having Babies II (1977) .... Ann
- Cannonball! (1976) .... Maryann
- The Food of the Gods (1976) .... Rita
- Bobbie Jo and the Outlaw (1976) .... Essie Beaumont
- Death Scream (1975) .... Jenny Storm
- Force Five (1975) .... Ginger
- Locusts (1974) .... Janet Willimer
- Black Eye (1974) .... Mary

### Series de televisión
- Baywatch .... Cleo Jennings / Madre Preocupada ... (2 episodios, 1992-1996)
- Eerie, Indiana .... Madre / Winifred Swanson ... (2 episodios, 1991-1992)
- FBI: The Untold Stories (1 episodio: Operation Lemonade, 1992)
- Father Dowling Mysteries .... Enfermera Enojada (1 episodio: The Medical Mystery, 1990)
- Falcon Crest .... Dr. Stephanie Ambrose (3 episodios, 1989)
- Our House .... Sra. Caulder (1 episodio: Artful Dodging, 1988)
- Santa Bárbara .... Angie (5 episodios, 1987-1988)
- CBS Schoolbreak Special .... Helen Green (1 episodio: My Dissident Mom, 1987)
- ABC Afterschool Specials .... Anna / Cindy Britton ... (2 episodios, 1974-1986)
- Simon & Simon .... Darlene Cooper (1 episodio: Family Forecast, 1986)
- Hunter .... Judy (1 episodio; Fire Man, 1985)
- Matt Houston .... Lois (1 episodio: Death Watch, 1985)
- ABC Weekend Specials .... Margaret Landry (1 episodio: Henry Hamilton Graduate Ghost, 1984)
- The A-Team .... Madre de Jimmy (1 episodio: Labor Pains, 1983)
- Vega$ .... Lucille (1 episodio: The Visitor, 1979)
- How the West Was Won .... Missy (1 episodio: The Innocent, 1979)
- Charlie's Angels .... Sue Cantrell (1 episodio: Angels on the Run, 1978)
- The Fantastic Journey .... Arla (1 episodio: An Act of Love, 1977)
- Starsky and Hutch .... M.E. Ginny Simpson (1 episodio: The Velvet Jungle, 1977)
- S.W.A.T. .... Jane Ann Collins (1 episodio: A Coven of Killers, 1975)
- Baretta .... Nicole (1 episodio: Ragtime Billy Peaches, 1975)
- Wide World Mystery .... Beckie (1 episodio: The Werewolf of Woodstock, 1975)
- The Cowboys .... Obie Graff (1 episodio: Requiem for a Lost Son, 1974)
- The F.B.I. .... Sue (1 episodio: The $20,000,000 Hit, 1974)